# George Grey
För andra betydelser, se George Grey (olika betydelser).
George Grey, född 12 april 1812 i Lissabon, död 20 september 1898 i London, var en brittisk statsman och särskilt framstående kolonialpolitiker samt etnografisk forskare.

## Biografi
Grey tillhörde ättgrenen Grey of Groby och föddes vid samma tid som fadern, överstelöjtnant Grey, fick sitt banesår vid Badajoz. Han var 1829-39 officer i armén, där han avancerade till kapten, begav sig 1837 med sin vän Lushington ut till Västaustralien på vågsamma upptäcktsfärder och kallades från dessa 1839 att bli guvernör i den genom opraktiskt tillämpande av Wakefields idéer nästan ruinerade kolonin Sydaustralien. 
Grey införde där sparsamhet och praktiskt lantbruk, gjorde slut på de alltför kostsamma byggnadsföretagen och lämnade i oktober 1845 kolonin i ett löftesrikt skick. En än svårare uppgift väntade honom i det av maoriuppror hemsökta Nya Zeeland, där han i november samma år tillträdde guvernörsplatsen. I sällspord grad lyckades Grey vinna infödingarnas örtroende, och han beskyddade med kraftig hand deras rättigheter mot hänsynslösa kolonister och bolag. 
1848 års från England utsända, odugliga författning vägrade han att tillämpa och lyckades övertyga regeringen om nödvändigheten av detta djärva steg. I december 1853 flyttades Grey som guvernör till Kapkolonin, där han med lätthet stillade ett kafferuppror och i så hög grad vann Orange-boernas förtroende, att de 1858 uttalade sig för en federativ återförening med Kapkolonin. Detta skrämde regeringen hemma, som ville inskränka moderlandets ansvar.
Grey återkallades av kolonialministern Bulwer-Lytton 1859, varvid drottning Viktoria lär ha för honom uttryckt sitt personliga gillande av hans vidsynta sydafrikanska politik. Folkmeningen i Kapkolonin nödgade snart regeringen att återinsätta honom på hans förra plats, men han förbjöds att fortsätta sin federativpolitik. Greys raska åtgärder för truppers avsändande från Kap till Indien vid sepoyupprorets utbrott (1857) var den indiska regeringen till ovärderlig nytta. 
1861-68 var Grey åter guvernör över Nya Zeeland, men han lyckades denna gång ej dämpa upprorsandan bland maorierna, och hans ämbetstid uppfylldes med hetsiga strider mellan honom, hans ministrar, de militära befälhavarna och regeringen i hemlandet. Grey blev tämligen tvärt och onådigt avskedad (dock först efter tjänstetidens utgång) och slog sig då ned på ön Kawau i Haurakiviken, där han anlagt en ståtlig botanisk trädgård. 
1874 kastade han sig in i Nya Zeelands politiska liv, var parlamentsledamot 1874-88 och 1877-79 premiärminister. Många av de reformkrav han som det radikala partiets ledare framställde (allmän rösträtt, utarrendering i stället för försäljning av statsjord, expropriering av för samhällsbehov lämpad privat egendom och så vidare) genomfördes sedan av hans lärjungar John Ballance och Richard Seddon. Hans ministär föll på en ekonomisk kris, och som parlamentariker var Grey ej lycklig till följd av sin självrådighet och sin svårighet att behärska detaljerna i de stora frågorna. 
Han flyttade hem till London 1894 och begravdes efter sin död fyra år senare på statens bekostnad i S:t Paulskyrkan. Grey var en idealistisk kraftnatur och kan trots sina svagheter räknas till de allra främsta bland det brittiska imperiets uppbyggare. Han utgav en skildring av sin västaustraliska forskningsresa (1841), Polynesian mythology (1855) och Proverbial and popular sayings of the New Zealand race (1858).